# 3326 Agafonikov
3326 Agafonikov је астероид главног астероидног појаса са пречником од приближно 19,1 .
Афел астероида је на удаљености од 2,775 астрономских јединица (АЈ) од Сунца, а перихел на 1,962 АЈ.
Ексцентрицитет орбите износи 0,171, инклинација (нагиб) орбите у односу на раван еклиптике 3,385 степени, а орбитални период износи 1331,632 дана (3,645 године).
Апсолутна магнитуда астероида је 12,8 а геометријски албедо 0,040.
Астероид је откривен 20. марта 1985. године.